# Ernst D. van Löben Sels
Ernst Diedrik van Löben Sels (geboren am 30. September 1879 in Oakland; gestorben 12. September 1965 in Berkeley); auch van Loben Sels; war ein amerikanischer Ingenieur und Investor.

## Leben
Ernst van Löben Sels war das älteste von fünf Kindern von Pieter Justus van Löben Sels und Adele Virginia de Fremery. Sein Vater stammt aus Zutphen in den Niederlanden und seine Mutter aus San Francisco. Die Eltern der Mutter stammten ebenfalls aus den Niederlanden. 1909 heiratete van Löben Selts Sarah Elanor Slate aus Berkeley. Sie war die Tochter eines Physikprofessors an der University of Berkeley. Die Ehe blieb kinderlos.
Nach der Schule studierte Ernst van Löben Sels Ingenieurwissenschaften an der University of California in Berkeley und an der Cornell University. 1917 wurde er Captain in der U. S. Army und war bei den Pioniertruppen eingesetzt. Er war unter anderen in den Gefechten in St. Mihiel und an der Maas-Argonnen-Offensive beteiligt.
Nach dem Ersten Weltkrieg arbeitete er als Ingenieur bis zum Tod seines Vaters 1927. In der Folge bewirtschaftete er bis Ende der 1930er Jahre eine Farm im Sacramento-San Joaquin-Delta. Da jedoch die Landwirtschaft ihn nicht auf Dauer befriedigte, begann er ins Investmentgeschäft einzusteigen.
Er spezialisierte sich vor allem auf Investitionen in Bahngesellschaften. 1951 wurde er Mitglied des Aufsichtsrates der Bangor and Aroostook Railroad und 1958 Vorsitzender des Aufsichtsrates (Chairman of the Board) dieser Gesellschaft. Nach der Gründung der Holdinggesellschaft Bangor and Aroostook Corporation 1960 wurde er auch deren erster Chairman. Nach der Fusion dieser Gesellschaft zur Bangor Punta Alegre Sugar Corporation 1964 trat er von diesem Posten zurück, blieb aber bis zu seinem Tod Chairman der Bahngesellschaft.
Ernst van Löben Sels nutzte seine finanzielle Mittel für philanthropische Zwecke. Er unterstützte finanzschwache Studenten, damit diese ihr Studium abschließen konnten und seine Frau war unter anderen in der Betreuung von Müttern mit Kindern tätig. Während des Zweiten Weltkrieges kümmerten sich das Paar um Soldaten auf Urlaub. Einer dieser Soldaten wurde später sein persönlicher Anwalt und organisierte die Gründung der Stiftung „Ernst D. van Loben Sels-Eleanor Slate van Loben Sels Charitable Foundation“ (heute: van Löben Sels/RembeRock Foundation) aus dem Erbvermögen von rund 2,6 Millionen Dollar. Auch heute noch unterstützt die Stiftung Organisationen in der San Francisco Bay Area jährlich mit rund 2 Millionen Dollar verschiedenste gemeinnützige Organisationen.